# Bessel (kráter)

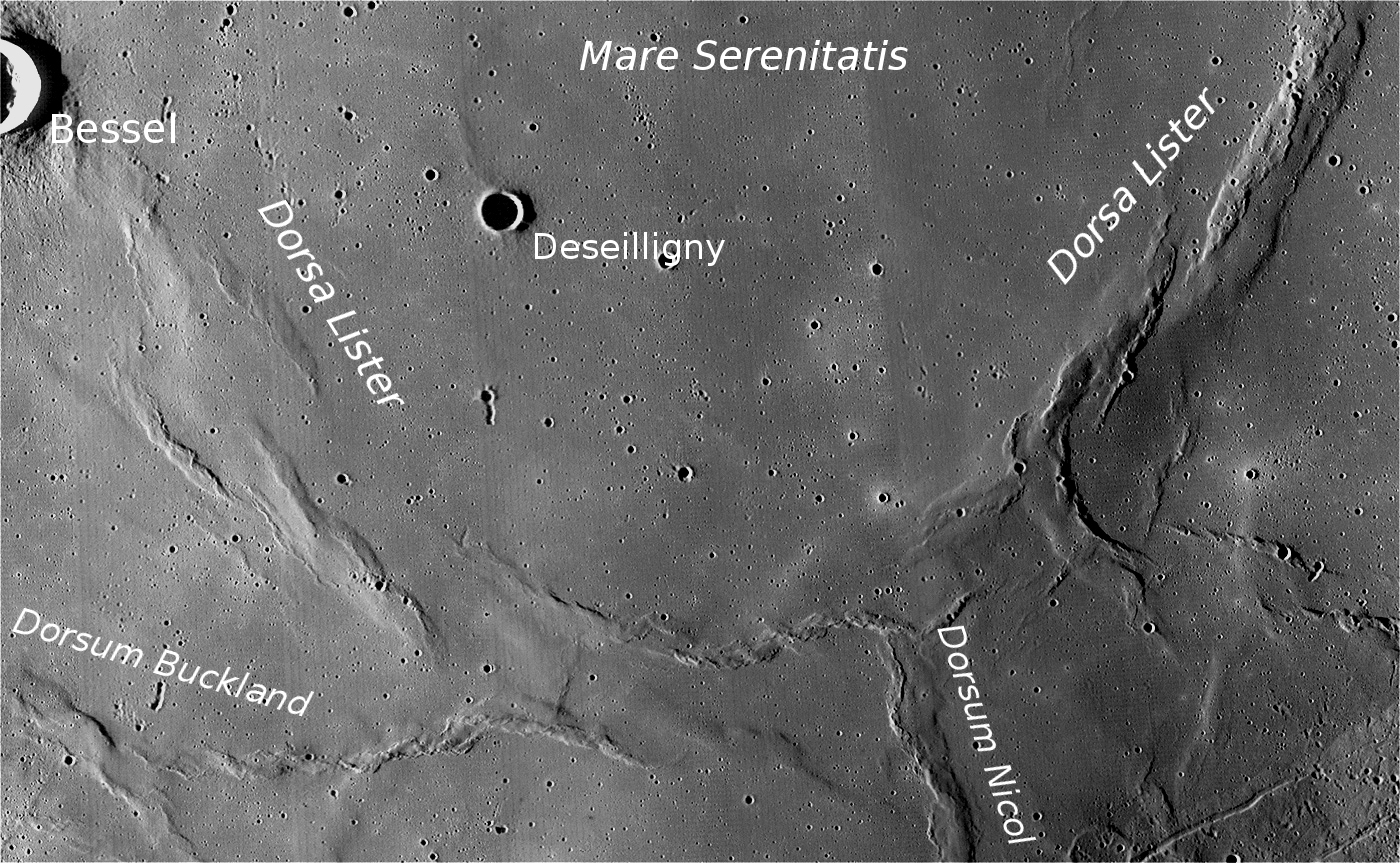
Poloha kráteru Bessel a okolních mořských hřbetů

Bessel je impaktní kráter o průměru 16 km nacházející se v jižní části Mare Serenitatis (Moře jasu) na přivrácené straně Měsíce. Přes svou relativně malou velikost je největším kráterem v Mare Serenitatis. Dno kráteru je nerovné. Nedaleko od něj začíná soustava mořských hřbetů Dorsa Lister, která pokračuje k jihovýchodu a poté se stáčí ve tvaru písmene U k severovýchodu.
Východo-jihovýchodně leží malý impaktní kráter Deseilligny (průměr 6,6 km), jihozápadně kráter Bobillier (průměr 6,5 km).

## Název
Je pojmenován od roku 1935 podle německého matematika a astronoma Friedricha Wilhelma Bessela.

## Satelitní krátery
V okolí kráteru se nachází několik dalších kráterů. Ty byly označeny podle zavedených zvyklostí jménem hlavního kráteru a velkým písmenem abecedy.
| Bessel | Sel. šířka | Sel. délka | Průměr |
| ------ | ---------- | ---------- | ------ |
| D      | 27.3° S    | 19.9° V    | 5 km   |
| F      | 21.2° S    | 13.8° V    | 1 km   |
| G      | 21.1° S    | 14.7° V    | 1 km   |
| H      | 25.7° S    | 20.0° V    | 4 km   |

Následující krátery byly přejmenovány Mezinárodní astronomickou unií:
- Bessel A na Sarabhai
- Bessel E na Bobillier